# Synapscape
I Synapscape sono un duo di musica elettronica tedesco, il cui stile è una miscela di  Power noise, Dark ambient e Power electronics. Il gruppo è da molto tempo uno dei gruppi più rappresentativi dell'etichetta tedesca Ant-Zen.

## Storia del gruppo
I Synapscape nascono nel 1984 dall'incontro di Philipp Münch (1968), che precedentemente aveva militato nei gruppi The Rorschach Garden e Ars Moriendi e Tim Kniep.

## Discografia
- Synapscape, 1995, CD
- Helix, 1996, 7”
- Rage, 1997, CD
- Remix Item, 1998, 10” (con gli Imminent)
- So What, 1999, 2CD
- Screenwalking, 2000, CD / LP (con gli Imminent)
- Positive Pop, 2001, CD
- Positive Pop, 2001, Boxset 10”x3
- Raw, 2002, CD
- Hands On Centrozoon, 2003, CD
- The Incredible Three, 2004, 7” (con gli Imminent)
- The Revenge of the Incredible Three, 2005, 7” (con gli Imminent)
- The Return of the Incredible Three, 2005, 7" (con gli Imminent)
- Act!, 2005, CD
- Scenes from a Galton's Walk, 2006, CD (split con Asche)
- Now, 2007, CD
- archive.one, 2008, mp3
- archive.two, 2008, mp3
- Again, 2009, CD
- Traits, 2011, CD
- Rhythm Age, 2015, CD